# 李成烈
李成烈（韓語：이성열；1991年8月27日—），韓國男歌手、演員，韓國男子團體INFINITE和INFINITE F成員之一，為INFINITE F隊長，2021年3月31日與所屬經紀公司Woollim Entertainment合約到期不續約，但不退出組合，2021年6月7日由Management 2Sang宣布與成烈簽訂專屬合約。其弟弟為韓國男子偶像團體Golden Child 隊長李大烈。

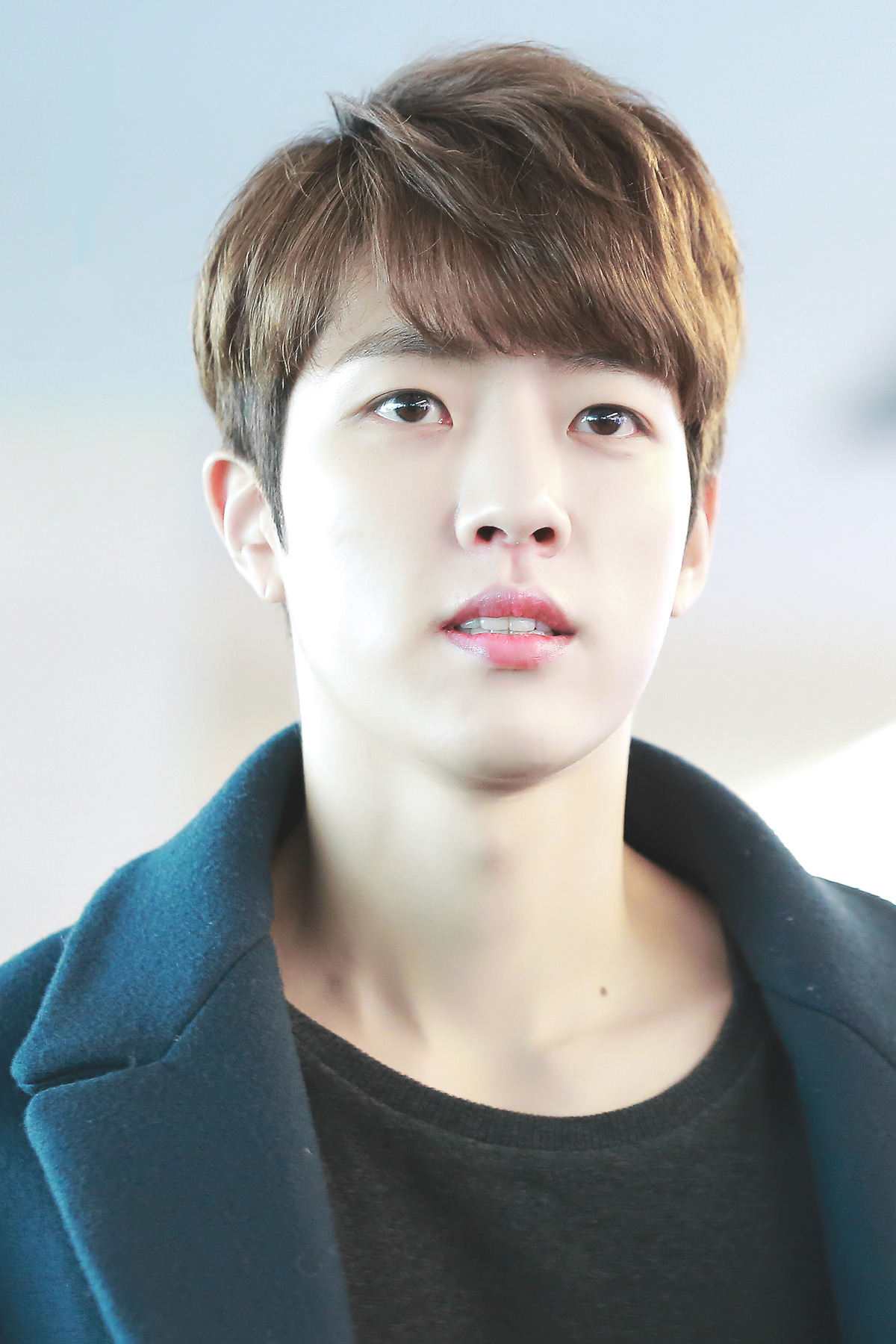
2017年於機場拍到的李成烈

## 演出作品

### 電視劇
- 2008年：KBS 2TV《花樣男子》
- 2009年：MBC《做得好 做得妙》
- 2009年：MBC《大家一起恰恰恰》
- 2011年：SBS《你睡著的時候》飾演 尹少俊
- 2013年：KBS 2TV《Drama Special - 思春期Medley》飾演 學生會長（客串）
- 2013年：Daum 手機電視劇《戀愛潛能，純情的時代》飾演 鄭記憶
- 2014年：KBS 2TV《Hi! School - Love On》飾演 黃成烈[3]
- 2015年：JTBC《D-Day》飾演 安大吉[4]
- 2017年：KBS 2TV《實習刑警吳見識》飾演 吳見識
- 2017年：KBS 1TV《即使恨也愛你》飾演 洪錫表[5]
- 2023年：MBC《Numbers：大廈之林的監視者們》飾演 沈炯宇
- 2024年：KBS 2TV《熨斗家庭》飾演 崔炯喆

### 電影
- 2019年：《0.0MHz》[6]
- 2019年：《實習刑警 吳見識》
- 2024年：《4分44秒》

### 話劇
- 2022年-2023年：看見廣闊天空的彩虹我的心跳起舞

### 綜藝節目
- 2011年2月27日 SBS《挑戰千曲》
- 2011年8月13日  MBC《Weekly Idol》EP4
- 2011年12月3日  MBC《Weekly Idol》EP20
- 2011年12月24日 MBC《Weekly Idol》EP23
- 2012年1月2日   KBS2《大國民脫口秀-你好》
- 2012年5月25日 MBC《Weekly Idol》EP47
- 2012年6月5-12日 MBC《Weekly Idol》EP48
- 2012年8月15日 MBC《Weekly Idol》EP56
- 2012年10月10日 JTBC《李秀根和金炳萬的上流社會》EP45-47
- 2012年12月26日MBC《Weekly Idol》EP75
- 2013年7月26日-9月27日 SBS《叢林的法則》S3加勒比海篇
- 2014年6月2日 KBS2《大國民脫口秀-你好》EP176
- 2016年1月8日-2月26日SBS《叢林的法則》S4巴拿馬篇
- 2016年2月24日tvN《周三美食匯》
- 2016年10月25日	KBS2《TRICK&TRUE》EP1
- 2016年11月1日  KBS2《TRICK&TRUE》EP2
- 2016年11月10日 搜狐《與鄭淳元一起7天的奇蹟》
- 2017年2月10日-3月3日 SBS《叢林的法則》(蘇拉威西島美娜多篇)[7]
- 2018年11月3日-11月24日 日本 DATV 《Let's Go 韓国 江原道 INFINITE×Golden Child バトルツアー》全八話(與李成種)
- 2018年11月23-12月21日 KBS 《隱秘又偉大的動物私生活》(與金明洙)

## 節目主持
- 2011年9月17日 MBC《Show! 音樂中心》
- 2013年1月24日 Mnet《M! Countdown》
- 2013年3月28日 Mnet《M! Countdown》
- 2017年5月30日 Mnet《2017 WOOLLIM PICK》
- 2017年7月18日 Mnet《2017 WOOLLIM PICK》

## 模特兒活動
| 日期           | 活動                                | 地點                              | 備註                    |
| 2011年10月22日 | 2012年s/s首爾時裝週（張光孝設計師） | 江南區大峙洞首爾貿易會展中心setec | 與INFINITE成員L一同參與 |

## 見面會
- 2022 LEE SUNG YEOL FANMEETING <THE LOEYEOL>

| 日期          | 見面會站次 | 舉行地點        |
| 2022年7月23日 | 首爾站     | YES24 LIVE HALL |

- 張東雨 & 李成烈 FAN MEETING <WORKCATION >

| 日期              | 見面會站次 | 舉行地點                      |
| 2023年11月29-30日 | 香港站     | 麥花臣場館                    |
| 2023年12月2日     | 臺北站     | 信義劇場 Legacy MAX           |
| 2024年4月6日      | 東京站     | KT Zepp Yokohama              |
| 2024年4月7日      | 大阪站     | Zepp Osaka Bayside            |
| 2024年4月13日     | 首爾站     | 光雲大學 東海文化藝術館大劇場 |
| 2024年4月27日     | 澳門站     | 澳門葡京人H853娛樂館          |

- 2025 LEE SUNGYEOL BIRTHDAY PARTY [YEOL'S DAY]

| 日期             | 見面會站次 | 舉行地點                       |
| 2025年8月23-24日 | 首爾站     | 誠信女子大學雲亭綠色校區主講堂 |

- 2025 Lee Sung Yeol 「Sunfire Love Letter」BirthdayParty In Guangzhou

| 日期          | 見面會站次 | 舉行地點               |
| 2025年8月31日 | 廣州站     | 中國廣州非公開活動地點 |

## 簽名會
- 2025 Lee Sung Yeol 1st fansign LIGHTYEAR OF FIRE in Shanghai

| 日期          | 簽名會站次 |
| 2025年7月19日 | 上海站     |

## 外部連結
- 李成烈的X（前Twitter）
- 李成烈的Instagram帳戶